# Rats (album)
Pour les articles homonymes, voir Rat (homonymie).
Albums de Sass Jordan
Racine
(1992) Present
(1997)
Singles
1. High Road Easy
Sortie : février 1994
2. Sun's Gonna Rise
Sortie : juillet 1994

Rats est le troisième album de la chanteuse de rock canadienne, Sass Jordan. Il est sorti le 1er mars 1994 sur le label MCA Records (Impact records pour l'Europe. La production est signée Nick DiDia, Stevie Salas et Sass Jordan. Michael Wagener a mixé la plus grande partie des titres de l'album.
En plus de Stevie Salas et Brian Tichy, l'album compte de nombreux invités comme Richie Kotzen, George Clinton, Rei Atsumi (Bow Wow) ou Tom Petersson (Cheap Trick).
L'album se classa à la 24e place des charts canadiens et à la 158e place du Billboard 200 aux États-Unis.

## Liste des titres
- Tous les titres sont signés par Sass Jordan et Stevie Salas sauf indications.

1. Damaged (Jordan, Salas, Steve Allen) - 3:17
2. Slave - 3:35
3. Pissin' Down - 5:20
4. High Road Easy - 4:02
5. Sun's Gonna Rise - 2:53
6. Head - 4:15
7. Ugly - 3:24
8. I'm Not - 3:37
9. Honey - 4:05
10. Wish - 3:38
11. Breakin'- 2:40
12. Give (Jordan, Tony Reyes) - 3:42

## Musiciens
- Sass Jordan: chant, chœurs, basse sur Give
- Stevie Salas: guitares, basse sur Ugly, chœurs
- Brian Tichy: batterie, percussions
- Carmine Rojas: basse sur les titres 1, 5 & 8
- Allen Kamai: basse sur les titres 2 & 8
- Michael Paige: basse sur Pissin' Down
- Tony Reyes: basse sur les titres 4, 6 & 8, chœurs sur les titres 4, 5, 6 & 10, guitare acoustique sur Give
- Tom Petersson: basse sur Wish
- Rei Atsumi: mellotron, piano, orgue Hammond - B3 sur les titres 2, 4 & 10
- Roger Morgan: orgue Hammond B-3 sur les titres 3
- Tal Bergman: percussions sur les titres 4, 5 & 6
- Ian Moore: guitare slide sur Wish, guitare et chœurs sur Give
- Jimmie Wood: harmonica sur Ugly et Honey
- Vince Ruby: chœurs sur les titres 1 & 2
- Richie Kotzen: chœurs sur les titres 3, 4, 7, 9 & 10
- George Clinton: chœurs sur Ugly
- The Johan Langlie Orchestra: cordes sur Breakin

## Charts & certification

### Album
| Pays                        | Durée du classement | Meilleur classement |
| --------------------------- | ------------------- | ------------------- |
| Canada (RPM/Top Albums/CDs) | 16 semaines         | 24e                 |
| États-Unis (Billboard 200)  | 4 semaines          | 158e                |
| Pays-Bas (Dutch Charts)     | 23 semaines         | 49e                 |

| Pays   | Certification | Ventes   | Date       |
| ------ | ------------- | -------- | ---------- |
| Canada | Or            | 50 000 + | 29/09/1994 |

### Singles
| Tire               | Pays                   | Durée du classement | Meilleur classement |
| ------------------ | ---------------------- | ------------------- | ------------------- |
| "I'm Not"          | RPM Top Singles        | 2 semaines          | 47e                 |
| "Sun's Gonna Rise" | Hot 100                | 3 semaines          | 86e                 |
| "Sun's Gonna Rise" | RPM Top Singles        | 17 semaines         | 7e                  |
| "High Road Easy"   | Mainstream Rock Tracks | 11 semaines         | 6e                  |
| "High Road Easy"   | RPM/Top singles        | 15 semaines         | 9e                  |
| "High Road Easy"   | Mega Top 50            | 2 semaines          | 47e                 |